# Enrique Gaspar

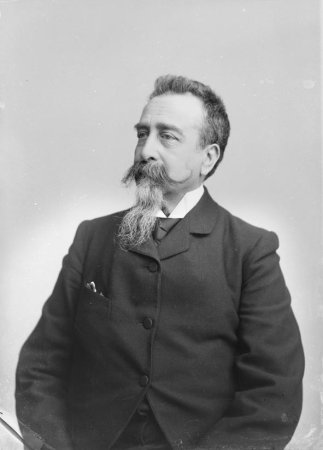
Enrique Gaspar

Enrique Lucio Eugenio Gaspar y Rimbau (Madrid, 2 marzo 1842 – Oloron-Sainte-Marie, 7 settembre 1902) è stato uno scrittore e diplomatico spagnolo, autore di opere teatrali, zarzuelas e racconti.

## Biografia

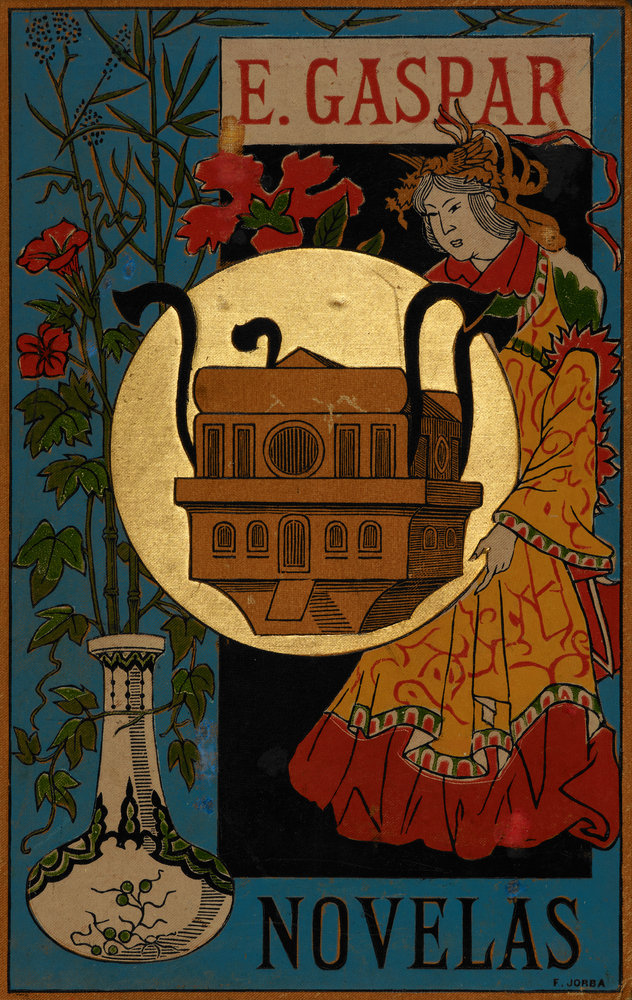
Copertina di El Anacronópete (1887).

Enrique Gaspar y Rimbau nacque da genitori attori. Dopo la morte del padre andò a Valencia con sua madre e due fratelli. Iniziò gli studi di materie umanistiche e filosofia, ma prima di completarli smise per lavorare nella banca del marqués di San Juan.
A 13 anni aveva già scritto la sua prima zarzuela e un anno dopo già scriveva per La Ilustración Valenciana. A 15 anni sua madre mise in scena la sua prima commedia. A 21 anni tornò a Madrid per dedicarsi alla letteratura.
Raggiunse l'apice della sua carriera di scrittore fra il 1868 e il 1875, quando scriveva opere destinate più alla borghesia che all'aristocrazia. In questo periodo scrisse anche drammi storici e divenne un pioniere del teatro sociale in Spagna.
A 23 anni, Gaspar y Rimbau sposò Enriqueta Batllés y Bertán de Lis, una bella aristocratica, senza la benedizione dei suoceri. Dopo la nascita del loro secondo figlio, a 27 anni, entrò nella carriera consolare.
Da console andò in Grecia e Francia, poi tornò a Madrid e infine fu console in Cina, prima a Macao e poi a Hong Kong. In questo periodo continuò a scrivere opere, oltre ad una collaborazione con El Diario de Manila.
Dopo il suo ritorno in Spagna si trasferì ad Oloron-Sainte-Marie, nonostante la sua famiglia vivesse a Barcellona, e qui si mise a lavorare su un'opera in catalano. Dopo si trasferì in diverse località del sud della Francia. Sua moglie morì a Marsiglia, dove lui era console. A sua volte di salute cagionevole, andò in pensione e visse ad Olorón con la figlia, il genero e i nipoti. Morì nel 1902 a 60 anni.

## El anacronópete
Pubblicato nel 1887 a Barcellona, El anacronópete (un neologismo che significa "colui che vola contro il tempo") è una delle opere più importanti di Gaspar y Rimbau. Si tratta di un racconto di fantascienza che precede il contenuto de La macchina del tempo di H. G. Wells.